# Brian Laurence Burtt
Brian Laurence Burtt (Claygate, Surrey, 27 de agosto de 1913 - Midlothian, 30 de maio de 2008) foi um botânico e destacado taxônomo inglês .

## Homenagens
Em 1981 obteve a Medalha linneana.